# Бессарабка (місто)
Бессара́бка (рум. Basarabeasca, Басарабяска) — місто у Молдові, центр Бессарабського району.
Місто є багатонаціональним, де проживають молдовани, росіяни, гагаузи, українці та болгари. Згідно даних перепису населення 2004 року кількість українців - 1757 осіб (15,7%). 

## Географія
Місто (у минулому смт) розташоване на кордоні з Україною, за 94 км на південь від Кишинева, за 25 від Чимішлії і 25 від Комрата. У місті раніше діяв залізничний пункт пропуску на кордоні з Україною Басарабяска—Серпневе 1 (з 1997 року по серпень 2022 року верхня будова колії була розібрана). Через місто з північного заходу на південний схід протікає річка Когильник (рум. Cogilnic), що впадає в Чорне море. Основні будови поселення розташовані в низині, і воно умовно підрозділяється на кілька мікрорайонів: Романівка, Флеминда й інші.

## Історія
Селище на місці Бессарабки виникло в 1846 році як єврейська колонія і був названий Романівкою на честь царської родини Романових. В 1859 році тут налічувалося 86 єврейських родин, які обробляли землю, 263 чоловіків і 249 жінок. У їхньому розпорядженні було 1750 десятин ріллі. На час скасування володіння євреями землею (1866), у єврейській колонії Романівка землеробством займалися 57 сімейств — 209 чоловіків і 183 жінки, які перемкнулися головним чином на виноробство; частина зайнялася ремеслом і комерцією. Щоб полегшити долю колоністів, Бендерське Земство на прохання капітана Федора Олейникова 29 жовтня 1876 року встановило базарні дні — раз на тиждень по середах.
У 1897 році в Романівці проживало 597 колоністів (293 чоловіків і 304 жінки), була синагога й молільна школа (хедер). Усього (за Всеросійським переписом населення 1897 року) в Романівці проживало 1625 чоловік, з них 1150, або 71 %, євреїв  [Архівовано 8 червня 2009 у Wayback Machine.]. Перша світська школа, де був єдиний клас, відкрилася в 1899 році завдяки Георгію Гимишли, що допоміг із приміщенням. Учителювала Ганна Шидловська, що проробила тут багато років. За заступництво школі та її підтримку Георгій Гимишли 6 грудня 1904 року був нагороджений срібною медаллю «За ретельність». В 1905—1906 навчальному році в цій школі займалися 12 хлопчиків і 2 дівчинки.
Початок XX-го століття пов'язане з бурхливим розвитком села — по сусідству почалося будівництво залізничної станції Бессарабка. В 1910 році в будинках деяких жителів з'являються телефони: у Меримши, Окулиша, Андельмана, Цукера, Імаша… 5 грудня 1912 року відкрилася нова синагога, рабином був призначений доктор Борис Свердлов. У жовтні 1913 року населення Романівки нараховувало 1741 осіб, майно яких оцінювалося в 346 826 рублів. Два парові млини — Лемке Адама й Семке Християна — були оцінені в 9 420 рублів. У селі існувала каса взаємодопомоги. В 1923 році — це вже велике село: налічувалося 690 будинків, проживало 1520 чоловіків і 1597 жінок, були млин, бойня, аптека, початкова школа, 15 торговельних точок.
11 вересня 1957 року село Романівка було об'єднане з колишньою німецькою колонією Гейнрихсдорф (у якій 1943 року проживало 273 німці) і стало називатися Бессарабка (Басарабяска). В 1968 році населення Бессарабки становило 13,3 тис. жителів. Працювали машиноремонтні майстерні, підприємства залізничного транспорту.
За даними перепису населення на 12 жовтня 2004 року в Бессарабці проживало 11 095 чоловік, з яких 5258 чоловіків, 5837 — жінок

## Установи освіти й культури
У місті 4 освітні установи:
- Теоретичний ліцей ім. М. В. Гоголя (колишня с.ш. N8)
- Теоретичний Ліцей ім. О. С. Пушкіна (колишня с.ш. N1)
- Liceul Teoretic «Matei Basarab» (колишня шк. імені З. Космодем'янської)
- Гімназія № 22

## Ефірний прийом ТВ- і радіо- каналів
На 26 ефірному каналі мовить «Бас-тв», що ретранслює телеканал «Мир». До кінця 2007 року ретранслювали російський Тв-канал «СТС», адаптований для Молдови телекомпанією «Dixi TV» (накладення румунських субтитрів, вирізка російської реклами тощо).
На частоті 105,0 Мгц можна почути «Бас FM», регіональну музично-інформаційну радіостанцію, що випускає в ефір лише власний продукт російською і молдавською мовами.

## Відомі уродженці
- Мокан Микола Валерійович (1983—2014) — старший солдат Збройних сил України, учасник російсько-української війни[3].
- Наум Прокупець — (нар. 1948), чемпіон світу й призер Олімпійських ігор у веслуванні на каное.